# گل شیپوری
سرده گل شیپوری (نام علمی: Zantedeschia) نام یک سرده از گیاهان گلدار است. به انگلیسی به آن Calla یا calla lily گفته می‌شود. بطور طبیعی در جنوب قاره آفریقا از کشور آفریقای جنوبی تا مالاوی یافت می‌شود. گل شیپوری یک گیاه ریزوم‌دار است. طول گیاه بین ۱ تا ۲ و نیم متر می‌رسد. طول برگ بین ۴۵–۱۵ سانتیمتر است. ظاهر گل آن قیف مانند و به رنگ سفید درخشان، زرد یا صورتی است. برگ های این گیاه ممکن است پخته و خورده شود.